# Pierre Petit (professeur)
Pour les articles homonymes, voir Pierre Petit et Petit.
Pierre Petit est un professeur, écrivain et conférencier français, né le 7 décembre 1944 à Bordeaux.

## Biographie
Il naît à Bordeaux dans une famille modeste et fait ses études secondaires au Lycée Michel-Montaigne jusqu'en classe de Khâgne. À partir de 1964, il participe activement à l'expérience journalistique lancée par Henri Amouroux au journal Sud-Ouest, à savoir : la double page hebdomadaire 17/24 consacrée aux jeunes de la région Aquitaine. Au cours des années suivantes, il devient pigiste pour le quotidien, où il assure la critique musicale par intérim et la rubrique étudiante, ainsi que pour Sud-Ouest Dimanche, réalisant ainsi des reportages en France et à l'étranger : États-Unis (séries d'articles et de reportages pour lesquels il est fait Citoyen d'Honneur du Texas), Canada, Angleterre, Norvège, Suède, Allemagne, Pologne, Union soviétique.
Après avoir obtenu une Licence ès Lettres, il quitte la France pour étudier à l'Université de Pennsylvanie (Master's Degree in French) et enseigner la langue, la littérature et la civilisation françaises pendant 5 ans dans 3 universités américaines de Philadelphie, dont le prestigieux Haverford College. Après l'obtention d'une Maîtrise ès Lettres et la soutenance d'un Doctorat en Sciences de l'Éducation à l'Université de Bordeaux, il professe 5 ans à l'Université du Cap en Afrique du Sud et 15 ans à l'Université d'Auckland en Nouvelle-Zélande (Senior Lecturer, Maître de conférences).
Au cours de son séjour dans le Pacifique Sud, il publie la première édition critique,des souvenirs de Gauguin dans cette partie du monde (Noa Noa,).
Ensuite, il oriente ses recherches vers le peintre et photographe surréaliste bordelais Pierre Molinier,  (1900-1976), dont il devient le biographe,, (Molinier, une vie d'enfer,) et le spécialiste, (Pierre Molinier et la tentation de l'Orient,, Moi, Petit Vampire de Molinier,).
Il a assuré la présidence du Comité Océanie-Pacifique Sud, de l'Association des Universités Partiellement ou Entièrement de Langue Française (AUPELF), puis, après son retour définitif en France, il s'est investi dans l'association A Hauteur d'Homme International, qui défend la cause des personnes handicapées (conseiller, webmaster, représentation internationale,).
Il a donné un très grand nombre de conférences dans le monde entier, sur des sujets divers correspondant à son enseignement et à ses recherches.

## Publications
- Comment va la France? Dossiers Culture, Paris: Editions Magnard, 1975, 286 p.  (ISBN 2210968011 et 9782210968011)
- Comment va la France?, Nouvelle édition, Paris: Editions Magnard, 1980, 224 p.
- Paul Gauguin: Noa Noa, Edition établie, annotée et présentée par Pierre Petit, Paris : Jean-Jacques Pauvert et Compagnie, 1988, 160 p.  (ISBN 9782876970304)
- Paul Gauguin: Noa Noa, Edition établie, annotée et présentée par Pierre Petit, Munich : Metamorphosis Verlag, 1992, 112 p. [Edition bilingue, en français et en allemand]  (ISBN 9783928692038)
- Paul Gauguin: Noa Noa, Edition établie, annotée et présentée par Pierre Petit, Tokyo : Chikuma Shobo, 1999 [Edition partielle en japonais]
- Molinier, une vie d'enfer, Paris: Editions Ramsay/Jean-Jacques Pauvert, 1992, 271 p.  (ISBN 2-84041-014-1)
- Molinier, une vie d'enfer (モリニエ、地獄の一生涯), Kyoto : Jimbun Shoin, 2000, 300 p. [Edition en japonais]  (ISBN 4409100130 et 9784409100134)
- Pierre Molinier et la tentation de l'Orient, Bordeaux : Opales/Pleine Page éditeurs, 2005, 64 p.  (ISBN 2-908799-79-0 et 2-913406-19-X)
- Moi, Petit Vampire de Molinier. Interview de Michelle Sesquès. Introduction et notes de Pierre Petit, Le Fidelaire : Editions Monplaisir, 2012, 76 p.  (ISBN 979-10-91213-01-1)
- Moi, Petit Vampire de Molinier. Interview de Michelle Sesquès. Introduction et notes de Pierre Petit. Nouvelle édition révisée et enrichie, Bordeaux : Pleine Page, 2015,  (ISBN 978-2-36042-024-7)

Nombreux articles dans des revues professionnelles et communications dans des colloques, notamment sur Molinier :
- « Pierre Molinier : structuration et déstructuration corporelles », in  : Le corps, la structure. Sémiotique et mise en scène, Actes du colloque « Arts, littérature et langage du corps », Textes réunis par Jean-Michel Devésa, Bordeaux : Pleine Page éditeur, 2004, pp. 185-196. Lire le texte : https://hal.science/hal-01464094v1/document
- « Changer de corps : fantasmes et réalités chez Pierre Molinier », in : Modèles, fantasmes et intimité, Actes du colloque « Arts, littérature et langage du corps », Textes réunis par Jean-Michel Devésa, Bordeaux : Pleine Page éditeur, 2005, pp. 21-29. Lire le texte : https://hal.science/hal-01462818v1/document
- « Pierre Molinier : sado ou maso ? », in : Plaisir, souffrance et sublimation, Actes du Colloque « Arts, littérature et langage du corps », III, sous la Direction de Jean-Michel Devésa, Bordeaux : Pleine Page éditeur, 2007, pp. 291-299. Lire le texte : https://hal.science/hal-01435656v1/document
- « Molinier et l'inceste : du fantasme à la réalité », in : Autour de l'inceste, Actes du Colloque international, Université Michel de Montaigne-Bordeaux 3, 6 décembre 2008, Lire le texte : https://hal.science/hal-01468379v1/document